# قوة رمزية
مفهوم القوة الرمزية، و تعروف أيضا باسم الهيمنة الرمزية (domination symbolique في اللغة الفرنسية) أو العنف الرمزي، أستعمل لأول مرة من قبل عالم الاجتماع الفرنسي بيير بورديو لتفسير الأنماط الضمنية شبه اللاواعية للهيمنة الثقافية والاجتماعية التي تحدث ضمن العادات الاجتماعية اليومية التي يحافظ عليها أكثر من الموضوعات الواعية. تعتبر القوة الرمزية للانضباط المستخدم ضد الآخر لتأكيد وضع هذا الفرد في التسلسل الهرمي الاجتماعي، في بعض الأحيان في العلاقات الفردية ولكن بشكل أساسي من خلال مؤسسات النظام ، ولا سيما التعليم .
يشار إليها أيضًا باسم القوة الناعمة وتشمل أفعالًا لها معنى أو آثار تمييزية أو ضارة، مثل الهيمنة بين الجنسين والعنصرية. تحافظ القوة الرمزية على تأثيرها من خلال سوء تقدير علاقات القوة الموجودة في المصفوفة الاجتماعية لحقل معين. بينما تتطلب القوة الرمزية مهيمنًا، وتتطلب أيضًا من المهيمنين قبول موقعهم في تبادل القيمة الاجتماعية التي تحدث بينهم.

## تاريخ
مفهوم القوة الرمزية يمكن اعتباره متأصلًا في مفهوم الوعي الزائف لفريدريك إنجلز. بالنسبة إليه، في ظل الرأسمالية، الأشياء والعلاقات الاجتماعية نفسها متضمنة في القيمة المجتمعية التي تعتمد على الفاعلين الذين ينخرطون في التفاعلات بأنفسهم. بدون وهم القانون الطبيعي الذي يحكم مثل هذه المعاملات ذات القيمة الاجتماعية والمادية، لن ترغب البروليتاريا في دعم العلاقات الاجتماعية التي تتعارض مع مصالحها الخاصة بوعي. يجب على الفاعلين المسيطرين في المجتمع أن يتقبلوا بوعي وجود مثل هذا النظام الأيديولوجي لقيام علاقات اجتماعية غير متكافئة. قام لوي ألتوسير بتطويره في كتاباته حول ما أسماه أجهزة الدولة الأيديولوجية، بحجة أن سلطة الدولة تعتمد جزئيًا على القمع الرمزي.
ًَُُُقدم بيير بورديو مفهوم القوة الرمزية لأول مرة في La Distinction. حيث اقترح أن الأدوار الثقافية أكثر هيمنة من القوى الاقتصادية في تحديد كيفية وضع التسلسلات الهرمية للسلطة وإعادة إنتاجها عبر المجتمعات. فكل من المكانة ورأس المال الاقتصادي ضروريين للحفاظ على الهيمنة في النظام، بدلاً من مجرد ملكية وسائل الإنتاج وحدها. لعبت فكرة إمكانية المرء أن يمتلك رأس مال رمزي بالإضافة إلى رأس المال المالي دورًا حاسمًا في تحليل بورديو للتسلسل الهرمي للسلطة.

## أنظر أيضا
- السلطة (الاجتماعية والسياسية)
- نظرية الهيمنة الاجتماعية
- العنف الهيكلي
- سلافوي جيجيك

## روابط خارجية
- Symbolic Violence على موقع واي باك مشين (نسخة محفوظة February 7, 2013)